# 龜山城 (三河國)
龜山城（日语：／ Kameyama-jō *）是一座位於日本愛知縣新城市（舊為三河國南設樂郡）的城。別名為作手城。

## 歷史
《作手村誌》記述三河龜山城由奧平貞俊於應永31年（1424年）所建，《三河國二葉松》則是記載築城年份在同32年（1425年）。之後貞俊與貞久、貞昌、貞勝由川尻城移至三河龜山城，並將該城設為居城。後來奧平一族臣服於織田氏，負責堅守雨山城。弘治2年（1556年），因敗於今川方，三河龜山城改由今川氏管轄。元龜2年（1570年），受到武田氏的侵攻，三河龜山城一時歸於武田氏。天正元年（1573年）武田氏從三河龜山城離去。
慶長7年（1602年），奧平信昌的四子忠明由德川家康收為養子，姓氏改為松平，並作為領有1萬7千石的大名。之後忠明對三河龜山城整修且作為居城使用。同15年（1610年），因忠明轉封至伊勢龜山藩，三河龜山城遭至廢城。

## 構造
三河龜山城位在作手盆地東南部，海拔547公尺、相對高度30公尺的半獨立性丘陵上。
本丸東西60公尺、南北28公尺，呈橢圓形，周圍為土壘圍繞。北側有一切岸，在該斜坡中有設一腰曲輪。南側設有上底16公尺，下底4公尺的空堀。東西側各設有虎口，以斜坡與東側的二之丸相連，西側的西之丸則是以土橋的方式相通。在土橋的前方有個コ字狀的土壘，推測該處作為馬出使用，而在馬出北側的出入口，雖然現今是個平坦地，但根據古繪圖該處本應為大手口。另外，在西之丸的西側和西南側設有腰曲輪，西北側設有南北走向的豎堀。
現今調查發現出土器物大多在16世紀後半，其中幾乎沒有與日常生活相關的甕或茶碗，因此可推斷三河龜山城並非作為居住場所，而是軍事據點。

## 圖片

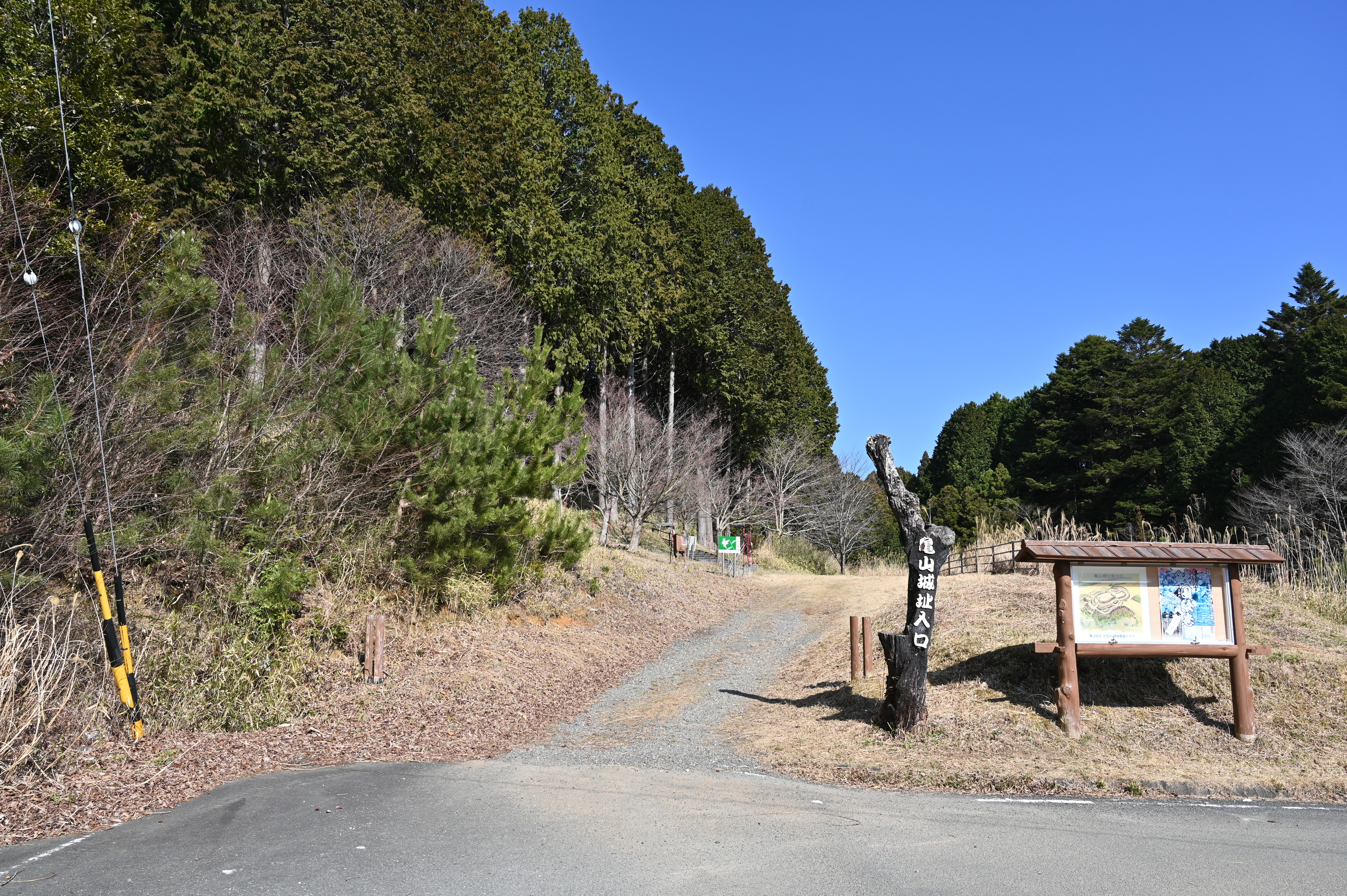
登山口
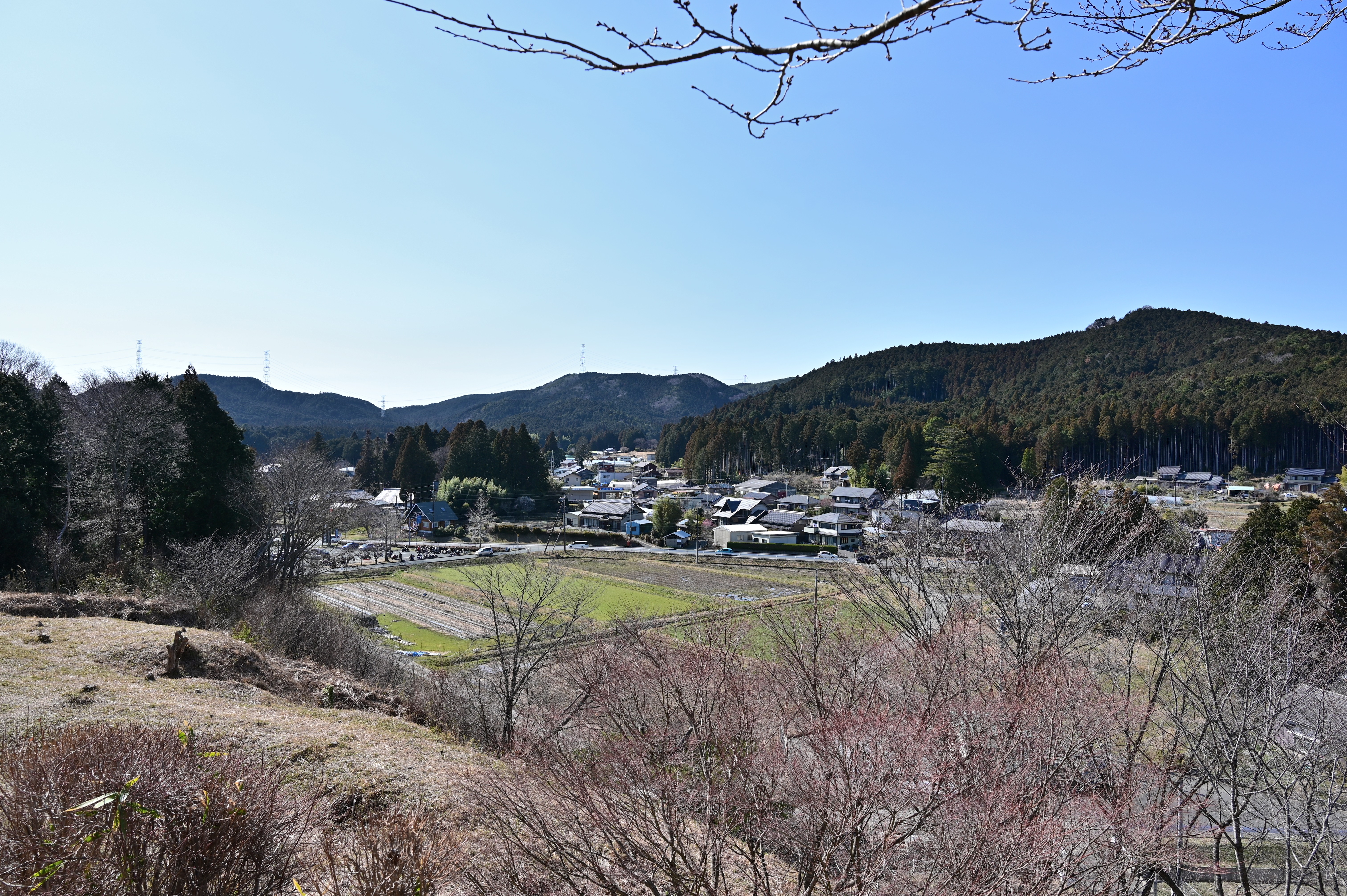
於本丸望向石橋城
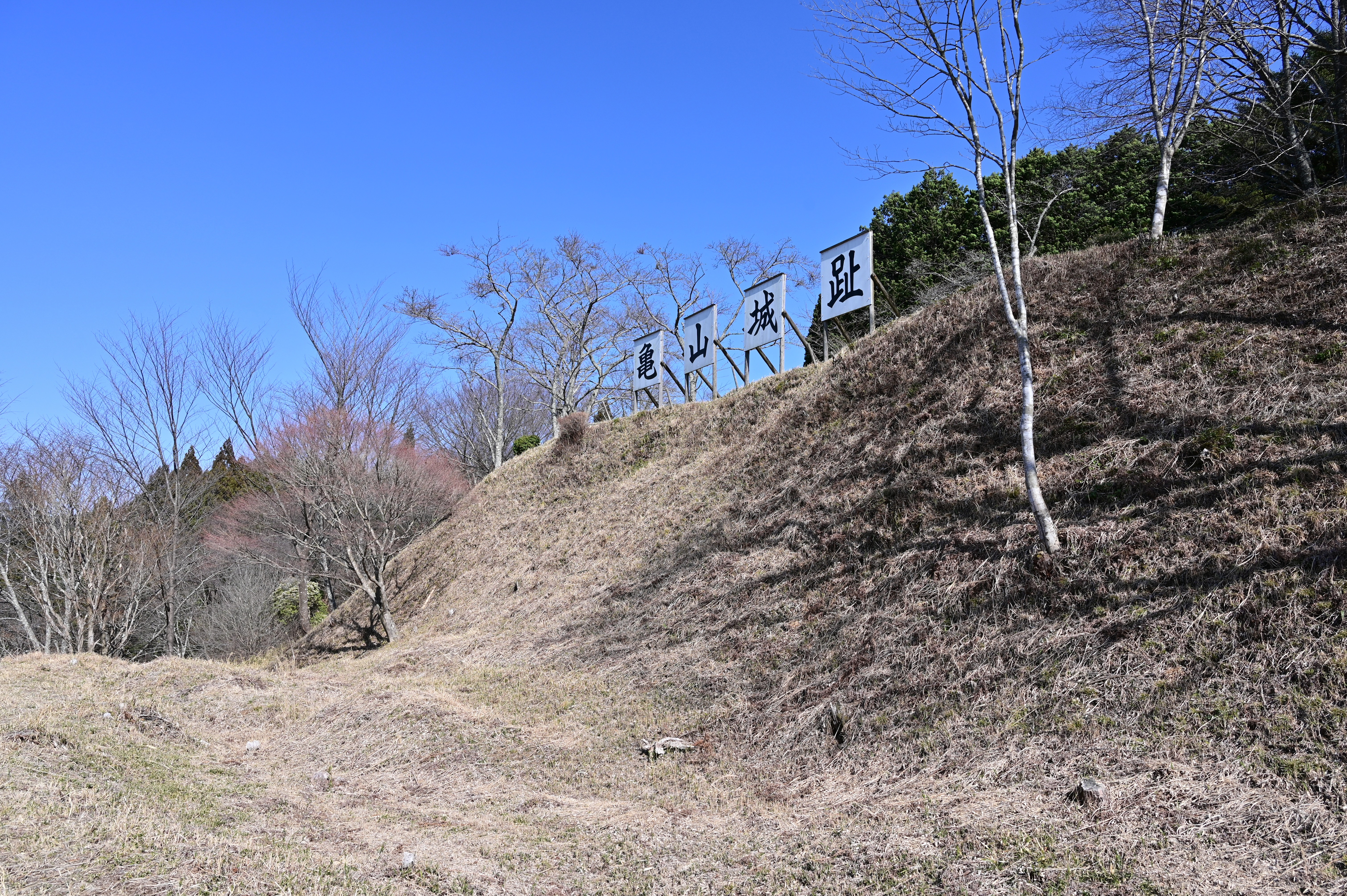
腰曲輪和土壘
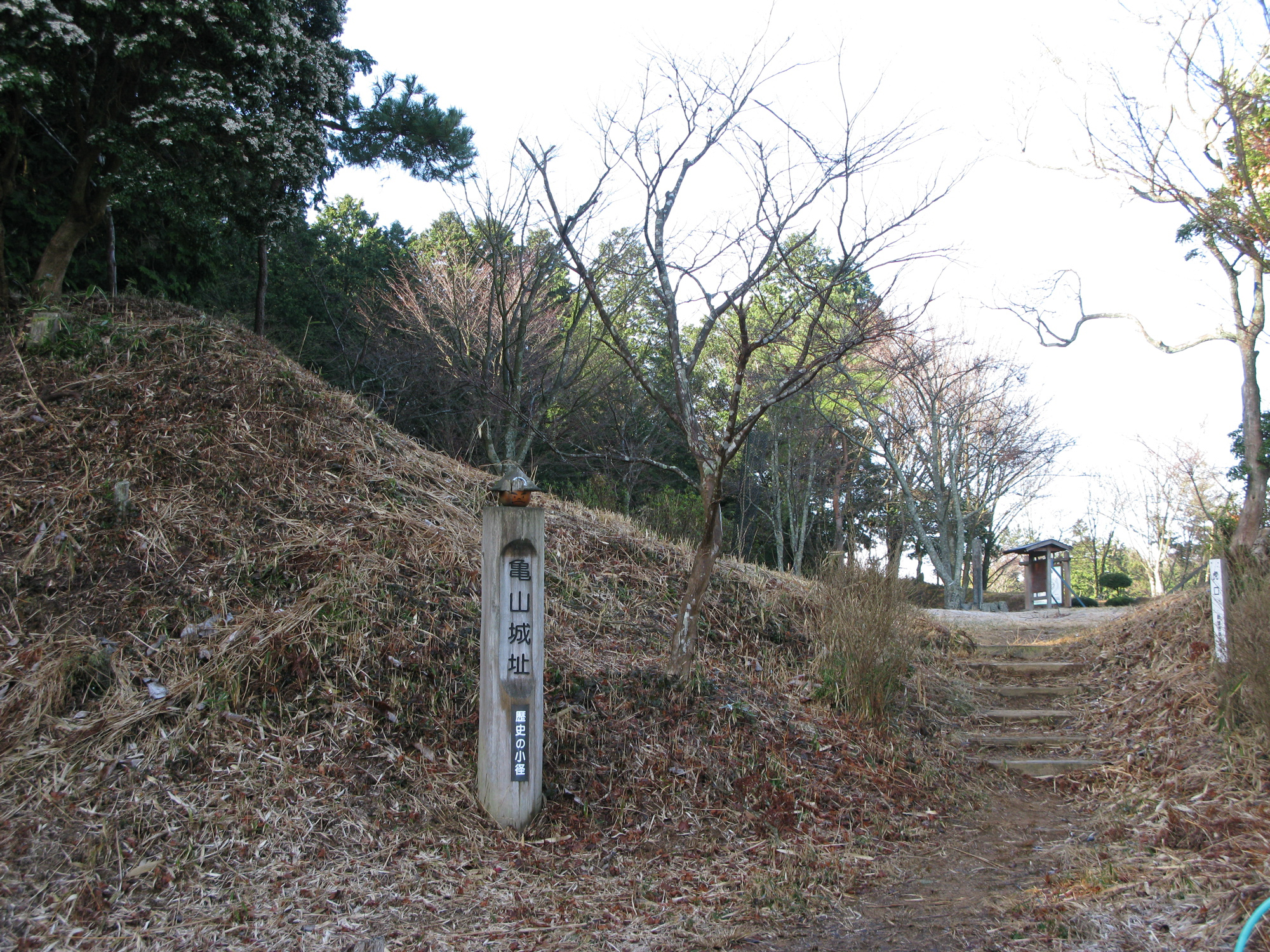
虎口
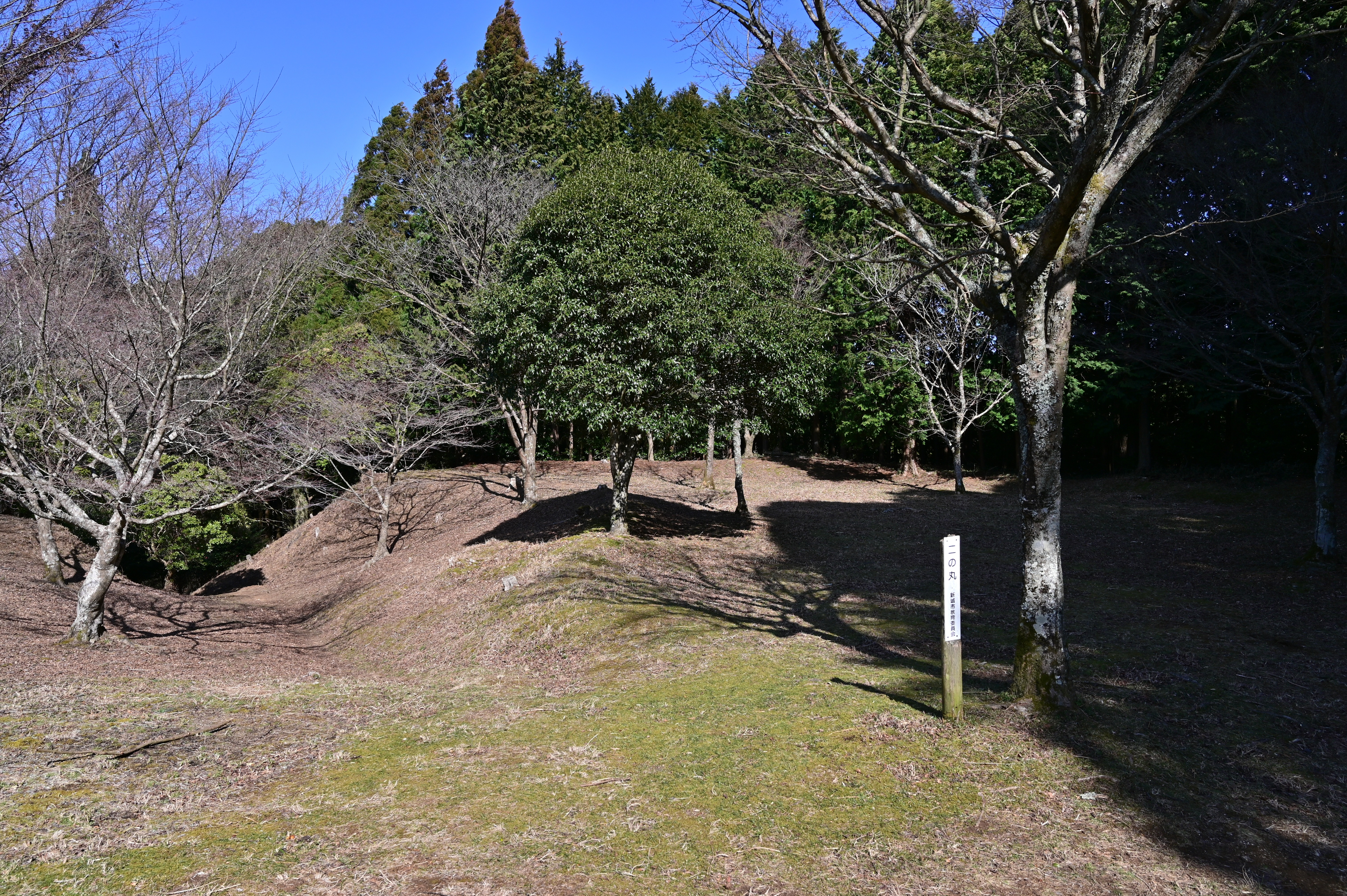
二之丸
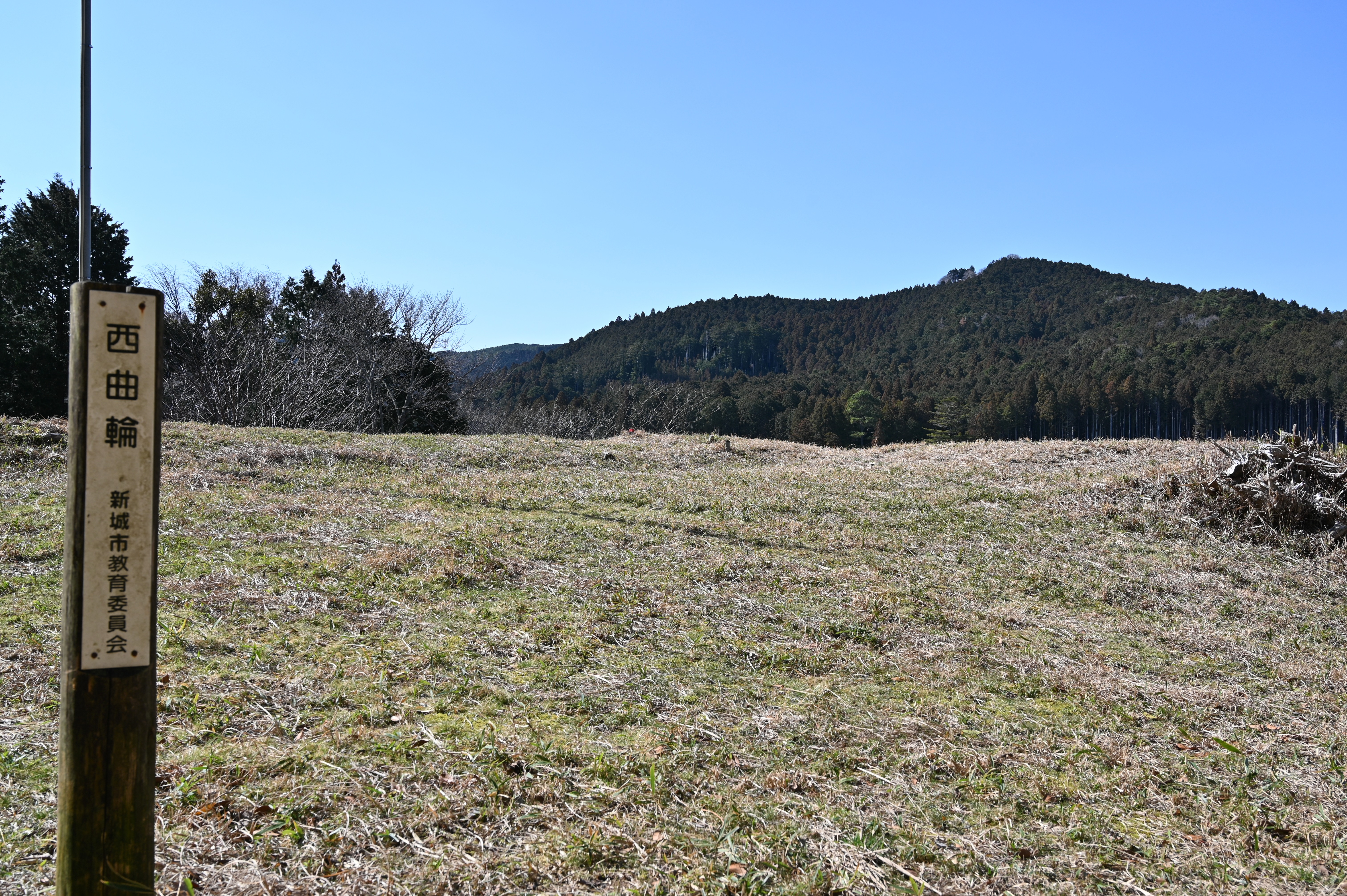
西曲輪
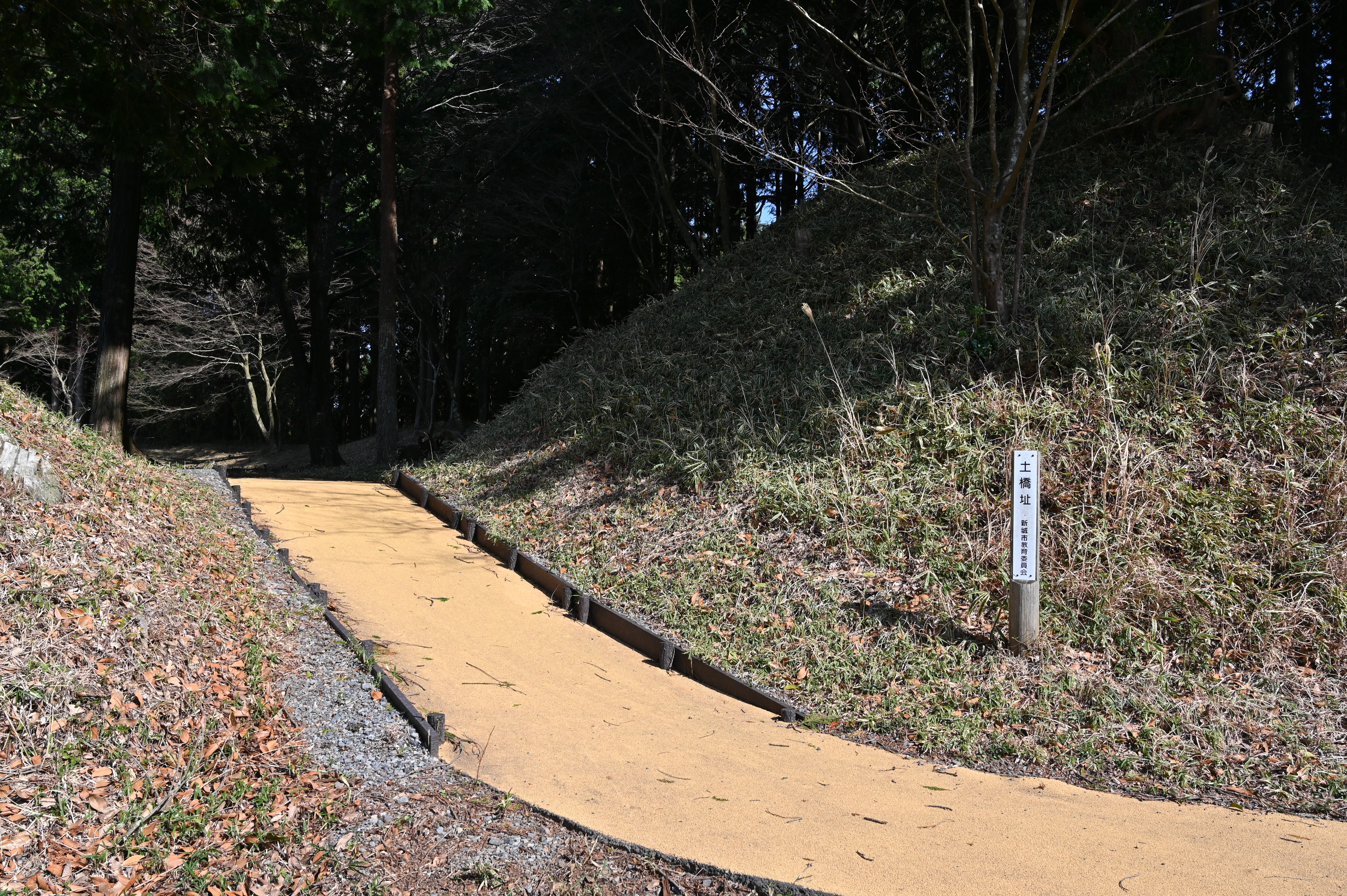
土橋址

## 外部連結
- 龜山城 （页面存档备份，存于） - kotobank